# Ezrelék
Az ezrelék a racionális számok (általában arányok) felírásának olyan alakja, amely a szám értékét ezredekben adja meg, tulajdonképpen az {\displaystyle {\frac {x}{1000}}} alakú törtek egyszerűbb alakja. Jelölésére az ezrelékjel (‰) szolgál, mely azonban nem mértékegység, hanem a {\displaystyle {\frac {}{1000}}} szimbóluma. Az {\displaystyle {\frac {x}{1000}}} tört tehát x ‰ formában is felírható. Például {\displaystyle 0,45={\frac {450}{1000}}} = 450‰.

## Finomságmegjelölés
Az ezreléket gyakran használják nemesfémötvözetek nemesfémtartalmának (finomságának) jelölésére. Az aranynál használt karát (24-ed rész) 41,667‰-nek, a német gran (288-ad rész, 1/12 karát) 3,472‰-nek (így pl. a 23 karát 8 gran finomságú dukátok színaranytartalma 986‰), az ezüstnél használt lat (16-od rész) 62,500‰-nek felel meg.

## Közlekedésben
A vasúti pálya szintkülönbségeit ezrelékben fejezik ki, mert a közúti közlekedésben alkalmazott százalék a kisebb mértékű vasúti lejtők kifejezésére nem megfelelő. Például: az 5‰-es emelkedő azt jelenti, hogy a pálya 1000 méterenként 5 métert emelkedik. Pontosabban a pályaszakasz 1 km-es (térképen leolvasható) vetületének két pontja között 5 m a szintkülönbség. A koordináta-geometriában az egyenes iránytangense felel meg ennek a meredekségnek (gradiens) is nevezett mértéknek.